# 8P/Туттля
Комета Туттля (Таттла; 8P/Tuttle) — короткопериодическая комета из семейства Юпитера, которая была открыта 9 января 1790 года французским астрономом Пьером Мешеном вблизи звезды омикрон Рыб. В начале XX века было обнаружено, что данная комета является родоначальницей метеорного потока Урсиды с радиантом в созвездии Малой Медведицы (лат. Ursa Minor). Пик активности этого небольшого метеорного потока приходится на 22 декабря, а число метеоров в час обычно бывает около десяти, хотя в 1945 и 1986 годах случались вспышки до ста, а в 1973 году — до тридцати метеоров в час. Комета обладает довольно коротким периодом обращения вокруг Солнца — чуть более 13,6 лет.
- Орбита кометы Туттля и её положение в Солнечной системе

Результаты радиолокационных исследований обсерватории Аресибо в 2008 году выявили ещё одну интересную особенность данной кометы, — оказалось, что комета Туттля является контактно-двойным объектом наподобие кометы Чурюмова — Герасименко или транснептунового объекта (486958) Аррокот, с отдельными компонентами размером 5,6 и 4,4 километра в поперечнике.

## История наблюдений
Некоторые наблюдатели, в том числе Шарль Мессье и Вильям Гершель, наблюдали комету в течение следующих трёх недель после её первого обнаружения, вплоть до 1 февраля 1790 года. Максимальный блеск кометы составил 5—6 m. Мешен вычислил орбиту новой кометы, но из-за короткого периода наблюдений она не была распознана как периодическая. Комета оказалась потерянной на несколько десятилетий и обнаружена повторно лишь 5 января 1858 года американским астрономом Хорасом Таттлом в Гарвардской обсерватории с помощью 10-сантиметрового рефрактора. Он описал её как довольно слабую, но не настолько, чтобы её было трудно увидеть в большой рефрактор. Несколько дней спустя независимо от Таттла комету обнаружил немецкий астроном Карл Брунс и описал её как очень большой диффузный объект без ядра. Но поскольку к тому моменту уже  несколько обсерваторий подтвердили открытие Таттла, Брунс не попал в число первооткрывателей.
Первая параболическая орбита была вычислена братом первооткрывателя Чарльзом Таттлом. Используя три позиции, полученные в период с 5 января по 15 января, он определил, что прохождение перигелия произошло 20 февраля на расстоянии 1,07 а. е. Также он отметил сильное сходство с орбитой кометы 1790 года из чего сделал вывод, что это одна и та же комета. В конце февраля Джеймс, на основании трёх позиций с 5 по 25 февраля, вычислил эллиптическую орбиту кометы, согласно которой прохождение перигелия произошло 23 февраля на расстоянии 1,026 а. е., а период обращения оказался равен 13,96 лет. Как выяснилось, максимальное сближение с Землёй произошло вскоре после открытия 21 января и составило 0,76 а. е. В феврале — начале марта диаметр комы достиг максимального значения 3,5 угловых минут, а яркость кометы в максимуме была чуть меньше 7,0 m звёздной величины.
Первое предсказанное возвращение кометы состоялось в 1871 году — 13 октября комету переоткрыл французский астроном Альфонс Борелли в Марсельской обсерватории. Начиная с этого времени комета наблюдалась во все свои возвращения, но её магнитуда почти никогда не превышала значения 7,0 m. Лишь 1953 и 1980 годы стали исключением: в первом случае комета не наблюдалась вовсе из-за крайне неблагоприятно расположения, а во втором — её расположение, напротив, оказалось крайне удачным, так что максимальная магнитуда достигала значения 6,5 m.
В следующий раз её восстановили 29 июля 1992, за два года до прохождения перигелия. На тот момент она выглядела как звёздоподобный объект 21,2 m звёздной величины. Прогноз положения кометы требовал корректировки лишь на -1,7 суток. Комету наблюдали ещё трижды 29, 30 и 31 июля, после чего она была потеряна и вновь обнаружена лишь в 1995 году после прохождения перигелия, когда отошла от Солнца на достаточно большой угол. 
Очередное возвращение состоялось в 2008 году и было на редкость благоприятным. Комета была восстановлена 22 апреля 2007 года Карлом Хергенротером с помощью 1,5-метрового телескопа станции Каталина как астероидный объект 20,0 m звёздной величины. Бо́льшую часть второй половины 2007 года комета находилась вблизи северного полюса, но в декабре быстро переместилась на юг и к началу 2008 года была доступна для наблюдений лишь жителям южного полушария. 27 января комета прошла перигелий и начала приближаться к Земле. С момента своего открытия произошло лишь пять сближений кометы с Землёй, наиболее тесным из которых считалось сближение 1790 года (0,37 а. е.), но 2 января 2008 года этот рекорд был побит: комета пролетела мимо Земли всего в 0,25 а. е. (37,9 млн км). В те дни блеск кометы достиг своего максимума, приблизившись к магнитуде 5,6 m, сделав её доступной для наблюдений даже невооружённым глазом. Но активность метеорного потока Урсид, против ожиданий, осталась в пределах нормы.